# Yongguang (43-39 av.J-C.)
L'ère Yongguang, ou Yong-kouang (43-39 av. J.-C.) (chinois traditionnel et simplifié : 永光 ; pinyin : Yǒngguāng ; litt. « lumière éternelle ») est la seconde ère chinoise de l'empereur Yuandi de la dynastie Han.

## Chronique

### 1reannée(43av. J.-C.)
- Divers éléments astrologiques et météorologiques ont lieu et sont interprétés comme un signe de désapprobation des cieux. L'eunuque Shi Xian (zh) en fait porter le blâme sur la politique du mandarin Zhou Kan et de son élève, Zhang Meng (zh) (petit-fils de Zhang Qian), et parvient à obtenir leur mutation hors de la capitale.

### 4eannée(40av. J.-C.)
- Des événements de mauvais augures ont encore lieu, ce qui semble innocenter Zhou Kan et Zhang Meng. L'empereur les rappelle à la capitale et leur offre un poste de conseiller. Cependant, Zhou Kan meurt peu après d'une attaque d'apoplexie et Zhang Meng est poussé au suicide par Shi Xian et ses partisans.
- Afin de réduire les coûts de l'état, l'empereur fait cesser l'entretien d'une partie des temples.

| Yongguang              | 1re année    | 2de année    | 3e année     | 4e année     | 5e année     |
| ---------------------- | ------------ | ------------ | ------------ | ------------ | ------------ |
| Calendrier julien      | 43 av. J.-C. | 42 av. J.-C. | 41 av. J.-C. | 40 av. J.-C. | 39 av. J.-C. |
| Calendrier sexagésimal | Wuyin        | Jimao        | Gengchen     | Xinsi        | Renwu        |